# Jacques Février

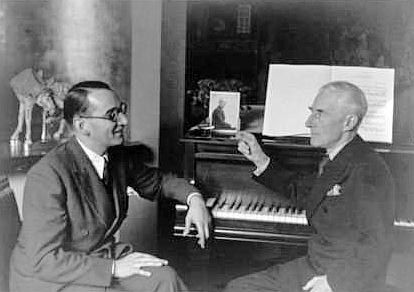
Jacques Février (links) und Maurice Ravel im Jahr 1937

Jacques Février (* 26. Juli 1900 in Saint-Germain-en-Laye; † 2. September 1979 in Remiremont) war ein französischer klassischer Pianist und Professor am Pariser Konservatorium.

## Leben und Wirken
Jacques Février war der Sohn des Komponisten Henry Février (1875–1957). Von Kindheit an stand er in Kontakt zu Maurice Ravel, der seinen Vater vom Pariser Konservatorium her kannte. Jacqes Février besuchte Ravel regelmäßig und musizierte mit ihm gemeinsam. Sein Studium absolvierte er am Pariser Konservatorium bei Marguerite Long und Édouard Risler und gewann 1921 den ersten Preis bei einem Wettbewerb.  Im Jahr 1932 war er neben Francis Poulenc Solist bei der Uraufführung von Poulencs Konzert für zwei Klaviere. Er war der erste französische Pianist, der das von Ravel für Paul Wittgenstein komponierte Konzert für die linke Hand aufführte und das er weltweit bei seinen Konzerten spielte.
Seit 1952 unterrichtete Février als Professor für Kammermusik am Pariser Konservatorium. Er machte zahlreiche Solo-Aufnahmen sowie Aufnahmen mit bedeutenden Musikern und erhielt 1963 den Grand Prix du Disque der Pariser Académie Charles Cros.
Février wurde am 8. August 1979 von einem Auto angefahren und daraufhin ins Krankenhaus von Remiremont gebracht, wo er wenige Wochen später starb.

## Aufnahmen
Févriers erste Veröffentlichungen stammen aus der Zeit Anfang der 1940er Jahre – darunter das Konzert für die linke Hand sowie Nocturnes von Maurice Ravel und das Nocturne Nr. 7 von Gabriel Fauré. Außerdem machte er u. a. Aufnahmen mit Werken von Johann Sebastian Bach, Wolfgang Amadeus Mozart, Johann Ladislaus Dussek, Johann Schobert und Darius Milhaud. Poulencs Konzert für Zwei Klaviere wurde 1962 von EMI France mit dem Komponisten und Février als Solisten aufgenommen. 1963 folgte die Aufnahme des kompletten Solowerks von Claude Debussy.
In den 1970er Jahren wurden kammermusikalische Aufnahmen mit Werken von Poulenc produziert – Sonaten für Violine mit Yehudi Menuhin und Cellosonaten mit Pierre Fournier sowie Sonaten für Violine und Cello von Claude Debussy gemeinsam mit Menuhin und Maurice Gendron. 
Im Jahr 1971 wurden Aufnahmen mit dem kompletten Solowerk von Maurice Ravel veröffentlicht.